# Rod White
Pour les articles homonymes, voir White.
Rod White est un archer américain né le 1er mars 1977 à Sharon.

## Carrière
Rod White participe à deux reprises aux Jeux olympiques, en 1996 et en 2000.
Il est sacré champion olympique de l'épreuve par équipe aux Jeux olympiques de 1996 se tenant à Atlanta et remporte la médaille de bronze par équipe aux Jeux olympiques de 2000 se déroulant à Sydney.